# ادوین بالمر
ادوین بالمر (به انگلیسی: Edwin Balmer) (زاده ۲۶ ژوئیه ۱۸۸۳ - درگذشته ۲۱ مارس ۱۹۵۹) نویسنده داستانهای علمی تخیلی است.